# Barton Hills (Michigan)
Barton Hills è un villaggio degli Stati Uniti d'America, situato nello Stato del Michigan, nella contea di Washtenaw.